# Бергстром, Боббин
Бо́ббин Бе́ргстром (англ. Bobbin Bergstrom; 1965, Сан-Фернандо, Калифорния, США) — американская дипломированная медсестра, прославившаяся как телевизионная актриса

, исполняющая роли медсестёр, и как медицинский консультант фильмов и телесериалов.

## Биография
Боббин Бергстром родилась в 1965 году в Сан-Фернандо (штат Калифорния, США).
До 1998 года Боббин работала в качестве медицинского и технического консультанта. Бергстром прославилась с ролью в телесериале «Доктор Хаус», в котором она играла медсестру в 134-х эпизодах в 2005—2012 годы.
У Боббин есть сын Джейк (род. 1998). В апреле 2011 года Бергстром вышла замуж за Джима Бизи.

## Избранная фильмография
Актриса
| Год       |   | Русское название    | Оригинальное название | Роль |
| --------- | - | ------------------- | --------------------- | --- |
| 1998      | с | Практика            | The Practice          | Медсестра скорой помощи                                                                                               |
| 1998      | с | Полиция Нью-Йорка   | NYPD Blue             | Медицинский техник |
| 2001—2003 | с | Защитник            | The Guardian          | Медсестра / Медсестра № 1                                                                                             |
| 2003      | с | Клиент всегда мёртв | Six Feet Under        | операционная медсестра                                                                                                |
| 2005—2012 | с | Доктор Хаус         | House                 | медсестра / медсестра скорой помощи / операционная медсестра / медсестра отделения интенсивной терапии / медсестра №2 |
| 2012      | с | Скандал             | Scandal               | Пэтти |
| 2017      | с | Медики Чикаго       | Chicago Med           | Рентгенолог |

Медицинский консультант
- 1997 — «Вулкан» / Volcano
- 1998 — «Отчаянные меры» / Desperate Measures (не указана в титрах)
- 1999 — «На самом дне океана» / The Deep End of the Ocean
- 1999 — «Стигматы» / Stigmata (не указана в титрах)
- 2000 — «Лучший друг» / The Next Best Thing
- 2000 — «Городские ангелы» / City of Angels (13 эпизодов)
- 2000 — «Клетка» / The Cell (не указана в титрах)
- 2003 — «Клиент всегда мёртв» / Six Feet Under (3 эпизода)
- 2004-2012 — «Доктор Хаус» / House (169 эпизодов)
- 2012-2014 — «Проект Минди» / The Mindy Project (29 эпизодов)
- 2013 — «Понедельник утром» / Monday Mornings (7 эпизодов)
- 2013 — «Рэй Донован» / Ray Donovan (12 эпизодов)
- 2014 — «Мамочка» / Mom (1 эпизод)
- 2014 — «Десница Божья» / Hand of God (1 эпизод)
- 2015 — «Последний корабль» / The Last Ship (13 эпизодов)
- 2016-2017 — «Медики Чикаго» / Chicago Med (33 эпизода)
- 2017 — «Правосудие Чикаго» / Chicago Justice (2 эпизода)